# Anna Forés i Miravalles
Anna Forés i Miravalles (Barcelona, febrer de 1966) és pedagoga i escriptora catalana.

## Formació
Llicenciada i doctorada en Filosofia i Ciències de l'educació per la Universitat de Barcelona (UB).
L'any 1996 presenta la seva tesi doctoral Joan Bardina i Castarà: Educador Català i les seves projeccions pedagògiques a Chile, guiada i acompanyada en el seu desenvolupament pel Dr. Buenaventura Delgado Criado. D'aquesta tesi s'han escrit i s'han referenciat altres treballs com:
- Estudios Bardina. Bibliografia relacionada amb Anna Forés. Arxivat 2011-09-01 a Wayback Machine.
- Estudios Bardina. Paraules d'Anna Forés. Arxivat 2012-01-19 a Wayback Machine.

Actualment és professora i vicedegana en temes del doctorat en la facultat de pedagogia. I responsable de la universitat de l'experiència a la facultat de pedagogia de la UB.
Apassionada per l'educació i amb la creença ferma del potencial de les persones les seves àrees de treball, recerca són: l'educació, la didàctica i la innovació en diferents entorns d'aprenentatge.

## Didàctica en l'educació social
Des del 1992 imparteix les assignatures relacionades amb la didàctica en l'educació social, d'aquí tres llibres i altres articles:
- Teatro de la Mente y las metáforas educativas: la didáctica en educación social. Coautora amb Montserrat Vallvé i Viladons. Ñaque. Ciudad Real: 2002
- Quan la didàctica porta el nom d'educació social. Coautora amb Montserrat Vallvé i Viladons. Claret, SAU. Barcelona: 2005
- La educación social. Una mirada didáctica. Relación, comunicación y secuencias educativas. Coautora amb Artur Parcerisa i Núria Giné. Graó. Barcelona: 2010

La preocupació per l'educació social no només de Catalunya sinó de la resta del món és present en la seva recerca i docència, fruit de l'estada a República Dominicana escriu conjuntament amb l'educadora i amiga Sònia Roig: 20 excusas para seguir conversando sobre educación social relacionada con nin@s, adolescentes y jóvenes. República Dominicana:2011

## Resiliència
Des del seu constant interès per a estimular el potencial de cada persona, escriu i publica l'any 2007 juntament amb Jordi Grané La Resiliencia. Crecer desde la adversidad. On la defineix com la capacitat d'un grup o d'una persona d'afrontar, sobreposar-se a les adversitats i sortir-ne enfortit o transformat.
La resiliencia és una metàfora generativa que construeix futurs possibles sobre l'esperança humana i l'assoliment de la felicitat davant els patiments, els traumes i el dolor viscut.
Tim Guénard és un dels testimoniatges més impactants del procés resilient, una evidència d'un guió de vida que ha donat un gir de 180 graus, fruit de l'estada amb els estudiants de la UB a la casa de TIM sorgeix aquest llibre com a inspiració de possibilitats: Tim Guenard. Un testimoni de vida. Un inspirador de possibilitats.
El tema és tan interessant que els mateixos mitjans de comunicació es fan ressò:
- Anna Forés entrevistada per El Periódico.com sobre la Resiliència.

I es crea una web per la seva difusió: resilienciabarcelona.net Arxivat 2012-01-27 a Wayback Machine.
La presència en els mitjans és present: valors.tv
L'any 2012 publica una nova obra sobre aquesta temàtica de nou juntament amb Jordi Grané: La resiliencia en entornos socioeducativos

## Assertivitat
I en l'àmbit de la comunicació, l'any 2008 escriu i publica juntament amb Eva Bach La asertividad. Para gente extraordinaria d'on extraiem: 
| « | ¿Cómo circulas por la vida? ¿Con asertividad o como un elefante en una cacharrería? Asertividad rima con felicidad y no es una mera coincidencia. La asertividad es un poderoso recurso para unas relaciones más positivas y armoniosas con los otros y de ahí el gran interés que despierta. Nos permite expresar lo que sentimos, lo que pensamos y lo que necesitamos sin agredir ni ser agredidos. Es un concepto que implica, entre otros muchos aspectos, la capacidad de comunicar eficazmente y con empatía. | » |

Para todos la 2

## Neurodidàctica
L'any 2009, seguint amb el seu interès per les potencialitats de les persones, juntament amb Marta Ligioiz publica Descubrir la neurodidáctica: aprender desde, en y para la vida. Un nou enfocament sobre els processos d'aprenentatge: "Comprender cómo funciona el cerebro y saber cómo mejorar el proceso de aprendizaje siempre ha sido nuestro objetivo. La neurodidáctica nos enseña a entender qué, cómo y por qué aprendemos de la manera que lo hacemos."
Neurodidàctica: aprendre amb tot el nostre potencial dins de Perspectiva escolar Año 2009, Número 333. Dedicat a: Cervell, educació i aprenentatge
Així com el reflex d'aquesta feina queda recollida per la mateixa TV: tres14, un monogràfic sobre l'aprenentatge.

## Entorns virtuals d'aprenentatge
Va impulsar la creació de la modalitat oberta de formació als estudis d'educació social i treball social de la Fundació Pere Tarrés, i d'aquest treball i la recerca són fruit aquest llibres i articles:
- La didáctica universitaria en entornos virtuales de enseñanza y aprendizaje.
- E-mociones: comunicar y educar a través de la red. Coautora amb Eva Bach Cobacho.CEAC.Barcelona: 2007 Conferencia en Webinar: sin emoción no hay educación[9]

L'any 2012, enllaçant els entorns virtuals amb l'educació social, publica juntament amb Óscar Martínez Acció social 2.0: Per crear, compartir i reinventar

## Innovació
L'interès per cercar les millors maneres d'ensenyar i aprendre la porten a participar en projectes de recerca i innovació docent com:
- Grup de recerca consolidat EMA sobre entorn i materials per a l'aprenentatge Arxivat 2011-12-14 a Wayback Machine.
- Grup d'innovació docent consolidat INDAGA'T[Enllaç no actiu]
- MetRodològic: guia metodològica del Campus Virtual de la UB

L'interès pel procés d'ensenyament aprenentatge i com a membre del grup INDAGAT fa possibles publicacions com:
- Aprender desde la indagación en la Universidad
- Propuestas metodológicas para la educación superior[11]

## Obres literàries
Autora de diversos llibres i publicacions, entre ells destaquen:
- La Resiliencia, crecer desde la adversidad. Coautora amb Jordi Grané. Plataforma Editorial. Barcelona: 2008
- La asertividad, para gente extraordinaria. Coautora amb Eva Bach Cobacho. Plataforma Editorial. Barcelona: 2008
- Descubrir la neurodidáctica: aprender desde, en y para la vida. Coautora amb Marta Ligioiz. UOC. Barcelona: 2009
- 20 excusas para seguir conversando sobre educación social relacionada con nin@s, adolescentes y jóvenes. República Dominicana: 2011
- Tim Guenard. Un testimoni de vida. Un inspirador de possibilitats. Claret. Barcelona: 2011
- La resiliencia en entornos socioeducativos. Coautora amb Jordi Grané. Narcea. Barcelona: 2012
- Acció social 2.0: Per crear, compartir i reinventar. Coautora amb Óscar Martínez. UOC. Barcelona: 2012